# 레자 구차네자드
레자 구차네자드 누르니아(페르시아어: رضا قوچان‌نژاد, Reza Ghoochannejhad Nournia, 1987년 9월 20일 ~ )는 이란의 전 축구 선수로, 과거 스트라이커로 활약하였다. 과거 그는 네덜란드 청소년 대표로 뛴 적이 있다.

## 경력

### 헤이렌베인
이란 마슈하드에서 태어난 구차네자드는 4살 때 네덜란드로 이민을 가게 되었다. 당시 구차네자드는 음악 영재여서 바이올린리스트였다. 구차네자드는 12살 때 헤이렌베인 아카데미에 들어가게 되면서 축구 유스 선수 생활을 시작하였고, LAC 프리지아 1883과 캄뷔르 유스팀에서도 뛰기도 하였다. 구차네자드는 2006년에 AZ 알크마르와의 경기에서 데뷔전을 치렀다. 그리고 구차네자드는 고 어헤드 이글스로 이적하게 된다.

### 캄뷔르
캄뷔르에서의 첫 경기는 2010년 1월 22일에 있었던 BV 페인담전이었다. 그의 소속팀 캄뷔르와 축구 경기가 열렸던 날, 구차네자드는 경기 시작한 지 9초 만에 팀의 선제골을 넣었다. 허나 구차네자드가 이 놀라운 기록을 세우기 전에 네덜란드의 축구 전설인 요한 크라위프도 이와 같은 기록을 세웠으며 구차네자드는 크라위프와 같은 기록을 세우게 되었다. 그는 캄뷔르에서 윙어로 뛰었으며, 2011년 2월 14일에 에먼전에서 해트트릭을 기록하였다.

### 신트트라위던
2011년 6월, 구차네자드는 신트트라위던에 입단하였다. 그의 첫골은 벨기에 프로리그의 클뤼프 브뤼허전에서 기록하였다.

### 스탕다르 리에주
2012년 9월 31일, 신트트라위던에서 뛰었던 구차네자드는 스탕다르 리에주로 이적하였다. 2013년 1월에 팀에 합류한 구차네자드는 3년 반 계약을 하였고, 리에주로 합류하기전 신트트라위던에서 반 시즌 동안 12경기에서 10골을 기록하기도 하였다. 또 그는 리에주를 UEFA 유로파리그 2013-14 티켓을 따준 대표였다.

### 찰턴 애슬레틱
2014년 1월 30일, 구차네자드는 풋볼 리그 챔피언십의 찰턴 애슬레틱으로 이적하였다. 계약 기간은 2년 반이다. 또 그는 찰턴에서 카림 바게리 뒤를 잇는 이란 출신의 축구 선수이기도 하였다. 2월 1일, 그는 위건 애슬레틱전에서 팀의 데뷔전을 치렀고, 이날 찰턴은 2-1 패배를 기록하였다. 또 90분 동안 풀타임으로 뛰던 그는 골대를 맞추는 데뷔골 찬스도 있었다. FA컵 데뷔전은 2월 24일에 있었던 셰필드 웬즈데이전이었고, 팀은 2-1 패배를 기록하였다. 구차네자드의 데뷔골은 4월 1일에 있었던 리즈 유나이티드와의 리그 경기였고, 그의 첫 데뷔골로 팀은 1-0 승리를 거머쥐었다.

### 쿠웨이트 SC
2014년 9월 6일, 구차네자드는 쿠웨이트 SC로 임대 이적을 하였다. 계약 기간은 6달이다. 9월 15일에 쿠웨이트 슈퍼컵 카다시야 SC 상대로 데뷔전을 치렀다. 9월 26일에는 AFC컵 2014 페르시푸라 자야푸라전에서 자신의 첫골을 기록하였다. 또 9월 30일에는 알자흐라전 1-1 상황에서 자신의 리그 경기 데뷔골을 기록하기도 하였다. 10월 12일에는 알사헬와의 경기에서 무려 4골을 기록하게 되면서 이날 쿠웨이트 SC는 8-1 대승을 거두었다. 또다른 경기에선 구차네자드는 전반 14분만에 해트트릭을 달성하기도 하였다.

### 국가대표
구차네자드는 2003년부터 2007년까지 네덜란드 청소년 대표팀에서 뛰었다. U-19 대표팀까지 그는 네덜란드 청소년 대표팀 멤버였다. 그러고 몇년 뒤, 이란 축구 국가대표팀의 감독인 카를루스 케이루스가 그에게 대표팀 귀화 요청을 하였다. 그 요청을 받아들인 구차네자드는 이란 대표팀에 합류하게 되면서, 2012년 10월 16일, 대한민국과의 홈 경기에서 이란 축구 국가대표팀에서의 첫 공식 데뷔전을 치렀다. 이날 이란은 1-0 승리하였다. 국가대표팀 데뷔골은 레바논과의 2015년 AFC 아시안컵 예선전이었다. 이날 구차네자드는 데뷔골을 포함한 2골을 기록하였고, 이란은 5-0 승리를 거두었다. 그리고 6월 4일에 그는 2014년 FIFA 월드컵 아시아 지역 예선 카타르와의 원정 경기에서 골을 기록하였다. 며칠 후 레바논과의 홈 경기에서도 골을 기록하였다. 그리고 그 다음 경기인 대한민국과의 원정 경기에서 그의 골로 이란은 1-0 승리를 확정지었다. 이날 승리로 이란은 2014년 FIFA 월드컵 본선행을 확정지었다.
그의 골 행진은 계속되었다. 2015년 AFC 아시안컵 예선 경기, 태국전과 레바논전에서 득점을 하였고, 총 6골을 기록하게 되면서 아시안컵 예선 경기 득점 1위로 등극이 되기도 하였다. 구차네자드는 2014년 3월 5일에 기니와의 친선경기에서 골을 기록하였고, 총 11경기에서 이란 대표팀은 9골을 기록하였고, 대표팀 멤버중 구차네자드는 9골 중에서 7골을 기록하였다.
2014년 6월 1일, 구차네자드는 카를루스 케이루스의 부름을 받게 되어 2014년 FIFA 월드컵 이란 대표팀 명단에 포함이 되었다. 2014년 6월 25일 구차네자드는 보스니아와의 조별 리그 경기에서 이번 월드컵 무대의 이란의 첫골과 자신의 생애 월드컵 첫골을 동시에 기록하게 되었다. 이날 이란은 3-1로 패배하였다. 또 소속팀인 찰턴 애슬레틱에서 유일하게 월드컵으로 차출된 선수이자 또 유일하게 찰턴 애슬레틱 소속 출신인 선수가 골을 넣는 기록을 세웠다.
2014년 12월 30일에 구차네자드는 카를루스 케이루스의 부름으로 2015년 AFC 아시안컵 이란 대표팀 명단에 또다시 포함이 되었다. 구차네자드는 아랍에미리트와의 조별 리그 마지막 경기에서 후반전 막판에 기록한 그의 골로 팀은 1-0 승리를 거머쥐었다.
2014년 1월 23일, 이라크와의 2015년 AFC 아시안컵 8강 경기에서 구차네자드는 이란이 2-3으로 지고있던 상황에서 코너킥 상황에서 극적으로 헤딩골을 기록하면서 3-3으로 이란을 탈락 위기에서 구해냈다. 그러나 승부차기에서 이란은 이라크에게 6-7로 패배하면서 3회 연속 8강에서 탈락하게 되었다.

### 국가대표 골 기록
| 골 | 날짜             | 장소                                             | 상대                  | 점수 | 결과 | 대회                                |
| -- | ---------------- | ------------------------------------------------ | --------------------- | ---- | ---- | ----------------------------------- |
| 1  | 2013년 2월 6일   | 아자디 스타디움, 테헤란, 이란                    | 레바논                | 1-0  | 5–0  | 2015년 AFC 아시안컵 예선            |
| 2  | 2013년 2월 6일   | 아자디 스타디움, 테헤란, 이란                    | 레바논                | 4-0  | 5–0  | 2015년 AFC 아시안컵 예선            |
| 3  | 2013년 6월 4일   | 자심 빈 하마드 스타디움, 도하, 카타르            | 카타르                | 1-0  | 1–0  | 2014년 FIFA 월드컵 아시아 지역 예선 |
| 4  | 2013년 6월 11일  | 아자디 스타디움, 테헤란, 이란                    | 레바논                | 3-0  | 4–0  | 2014년 FIFA 월드컵 아시아 지역 예선 |
| 5  | 2013년 6월 18일  | 울산문수축구경기장, 울산광역시, 대한민국         | 대한민국              | 1-0  | 1–0  | 2014년 FIFA 월드컵 아시아 지역 예선 |
| 6  | 2013년 10월 15일 | 아자디 스타디움, 테헤란, 이란                    | 태국                  | 2-0  | 2–1  | 2015년 AFC 아시안컵 예선            |
| 7  | 2013년 11월 15일 | 라차망칼라 스타디움, 방콕, 태국                  | 태국                  | 2-0  | 3–0  | 2015년 AFC 아시안컵 예선            |
| 8  | 2013년 11월 19일 | 카밀 샤문 스포츠 시티 스타디움, 베이루트, 레바논 | 레바논                | 4-0  | 4-1  | 2015년 AFC 아시안컵 예선            |
| 9  | 2014년 3월 5일   | 아자디 스타디움, 테헤란, 이란                    | 기니                  | 1-2  | 1–2  | 친선경기                            |
| 10 | 2014년 6월 8일   | CT 호아킴 가라바, 상파울루, 브라질               | 트리니다드 토바고     | 2-0  | 2–0  | 친선경기                            |
| 11 | 2014년 6월 25일  | 아레나 폰치 노바, 사우바도르, 브라질             | 보스니아 헤르체고비나 | 1-2  | 1–3  | 2014년 FIFA 월드컵                  |
| 12 | 2015년 1월 19일  | 브리즈번 스타디움, 브리즈번, 오스트레일리아      | 아랍에미리트          | 1-0  | 1–0  | 2015년 AFC 아시안컵                 |
| 13 | 2015년 1월 23일  | 캔버라 스타디움, 캔버라, 오스트레일리아          | 이라크                | 3-3  | 3–3  | 2015년 AFC 아시안컵                 |
| 14 | 2016년 9월 1일   | 아자디 스타디움, 테헤란, 이란                    | 카타르                | 1-0  | 2–0  | 2018년 FIFA 월드컵 아시아 지역 예선 |
| 15 | 2016년 11월 10일 | 샤알람 스타디움, 샤알람, 말레이시아              | 파푸아뉴기니          | 3-1  | 8–1  | 친선경기                            |
| 16 | 2016년 11월 10일 | 샤알람 스타디움, 샤알람, 말레이시아              | 파푸아뉴기니          | 5-1  | 8–1  | 친선경기                            |